# Johannes Nymark
Johannes Nymark (Copenhague, 21 de enero de 1986) es un actor y cantante danés. Formó parte del grupo Lighthouse X que representó a Dinamarca en el Festival de la Canción de Eurovisión 2016. También ha sido presentador del Dansk Melodi Grand Prix y ha actuado en varias películas y series de televisión, incluida la serie dramática noruega Mellom oss.

## Carrera
Nymark se educó en el William Esper Studio de Nueva York y en la Academia Musical Danesa de Fredericia. Tuvo su inicio profesional en 2012 cuando protagonizó Aladdín en el Teatro Fredericia. Posteriormente, la obra se representó en la Ópera de Copenhague. Desde entonces, ha tenido varios papeles importantes en musicales como Los Miserables, Cantando bajo la lluvia y Young Frankenstein. También ha actuado en películas como Over the edge (2012), Hvidsten Gruppen (2012) y Steppeulven (2015).  En 2014, participó en el programa danés Skal vi danse - Vild med dans en la TV2 danesa. Allí terminó en segundo lugar junto a su pareja de baile Claudia Rex. 
En 2012, Nymark formó el grupo pop Lighthouse X junto con Søren Bregendal y Martin Skriver. Inicialmente, el grupo era un proyecto benéfico con el objetivo de apoyar a niños y jóvenes desfavorecidos. Entre otras cosas, el grupo mantuvo una estrecha colaboración con organizaciones como Børnehjertefonden, Julemærkefonden y Børn, Unge og Sorg.  En febrero de 2015, la banda lanzó el EP Lighthouse X y en agosto siguió con el sencillo "It's a Brand New Day". En 2016, el grupo ganó el Dansk Melodi Grand Prix con la canción "Soliders of Love". Ese mismo año representaron a Dinamarca en el Festival de la Canción de Eurovisión, pero quedaron eliminados en las semifinales. Desde entonces, Nymark ha sido el presentador del Gran Premio de Dinamarca Melodi en 2017-2019.  
En 2019, interpretó el papel de Kasper Sørensen en la serie dramática danesa-noruega Mellom oss.  

## Vida personal
Nymark es gay y entre 2013 y 2017 estuvo casado con el bailarín Silas Holst.  Tienen dos niños.  A partir de 2020, Nymark está saliendo con Jeppe Christoffersen. 

## Filmografía
Películas y series de televisión en las que ha actuado Nymark: 
- 2003 – Me – The Musical
- 2012 – Over kanten
- 2012 – Hvidsten Gruppen
- 2013 – Flyvemaskiner (stemme)
- 2014 – Postmand Per – Filmen (stemme)
- 2014 – Steppeulven
- 2014 – Gudsforladt
- 2015 – Eventyret om Askepot (stemme)
- 2017 – Mercur (TV-serie)
- 2018 – Lykke-Per (film)
- 2018 – Lykke-Per (TV-serie)
- 2018 – Månebrand
- 2019 – Mellom oss (TV-serie)
- 2022 – Bamse (film)